# Valleseco
Valleseco is een plaats en gemeente in de Spaanse provincie Las Palmas in de regio Canarische Eilanden met een oppervlakte van 22 km². Valleseco telt 3.861 inwoners (1 januari 2016). De gemeente ligt op het eiland Gran Canaria. Behalve de gelijknamige plaats liggen in de gemeente nog een aantal andere dorpskernen.

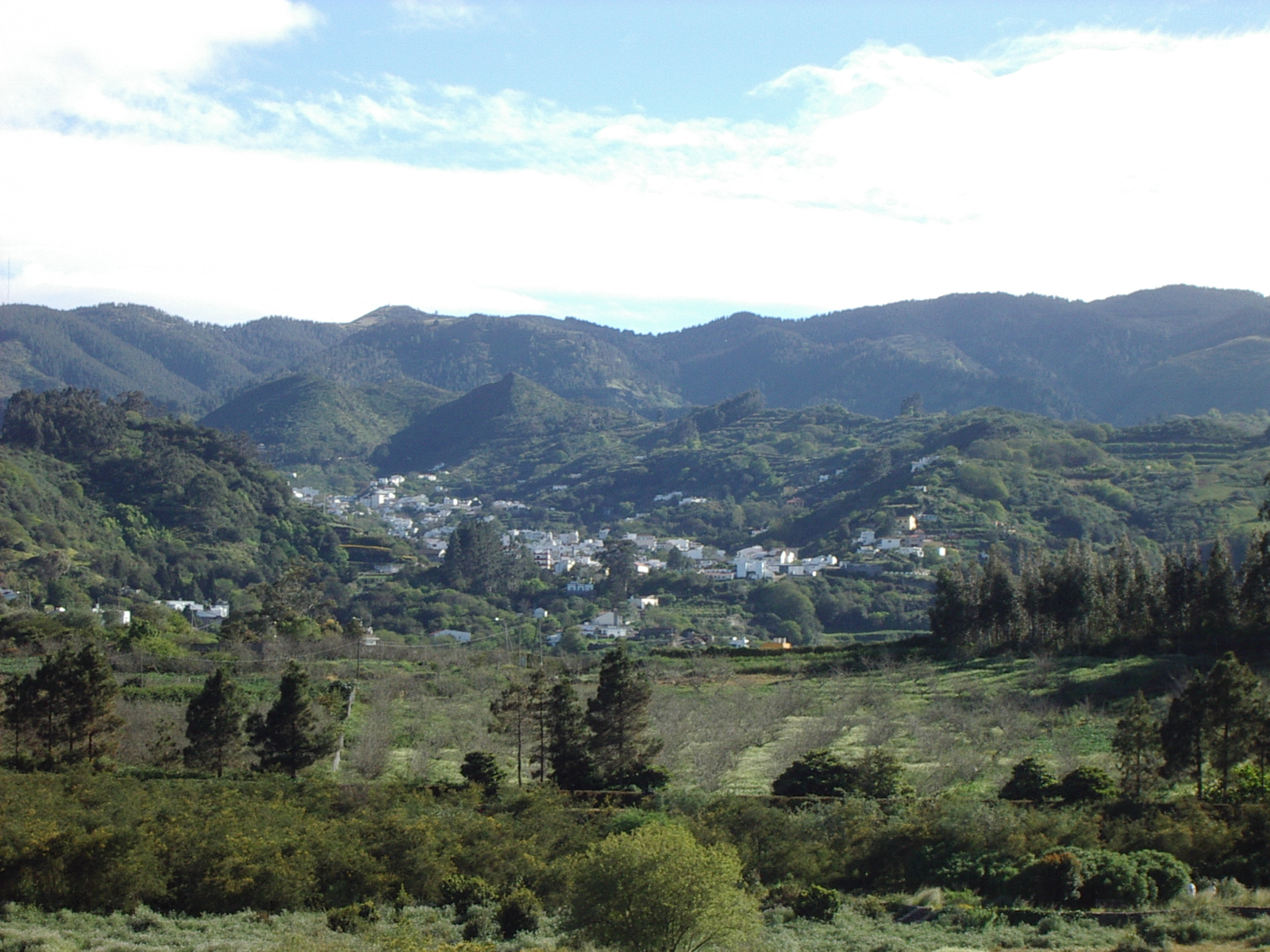
Zicht op Valleseco vanaf picknickplaats La Laguna

Valleseco is een plattelandsgemeente in een omgeving vol groen. Dit gebied wordt doorkruist door allerlei voetpaden en oude wegen door het inheemse laurierbos, dat een grote botanische waarde heeft. De waterwerken die door het gebied heenlopen zijn van grote etnografische waarde. De bronnen, irrigatiesloten, watermolens en wasplaatsen die vanaf de elfde eeuw zijn gebouwd maken deel uit van het erfgoed van de gemeente Valleseco.
Calderetas is een oude vulkaankrater van grote landschappelijke waarde en met een grote variëteit aan boomsoorten. Kastanjebomen, iepen, notenbomen en luzernes. Een van de oude herenwegen loopt langs de krater. Aan de rand van Valleseco ligt de Montañón Negro, de meest recent ontstane vulkaan van Gran Canaria.
Het meest kenmerkende gebouw in de plaats Vallesco is de kerk van San Vicente Ferrer. Deze door Laureano Arroyo Velazco ontworpen kerk is eenvoudig van constructie, maar in een eclectische stijl gebouwd. In de kerk staat een historisch erg interessant Duits orgel uit de achttiende eeuw.

## Afbeeldingen

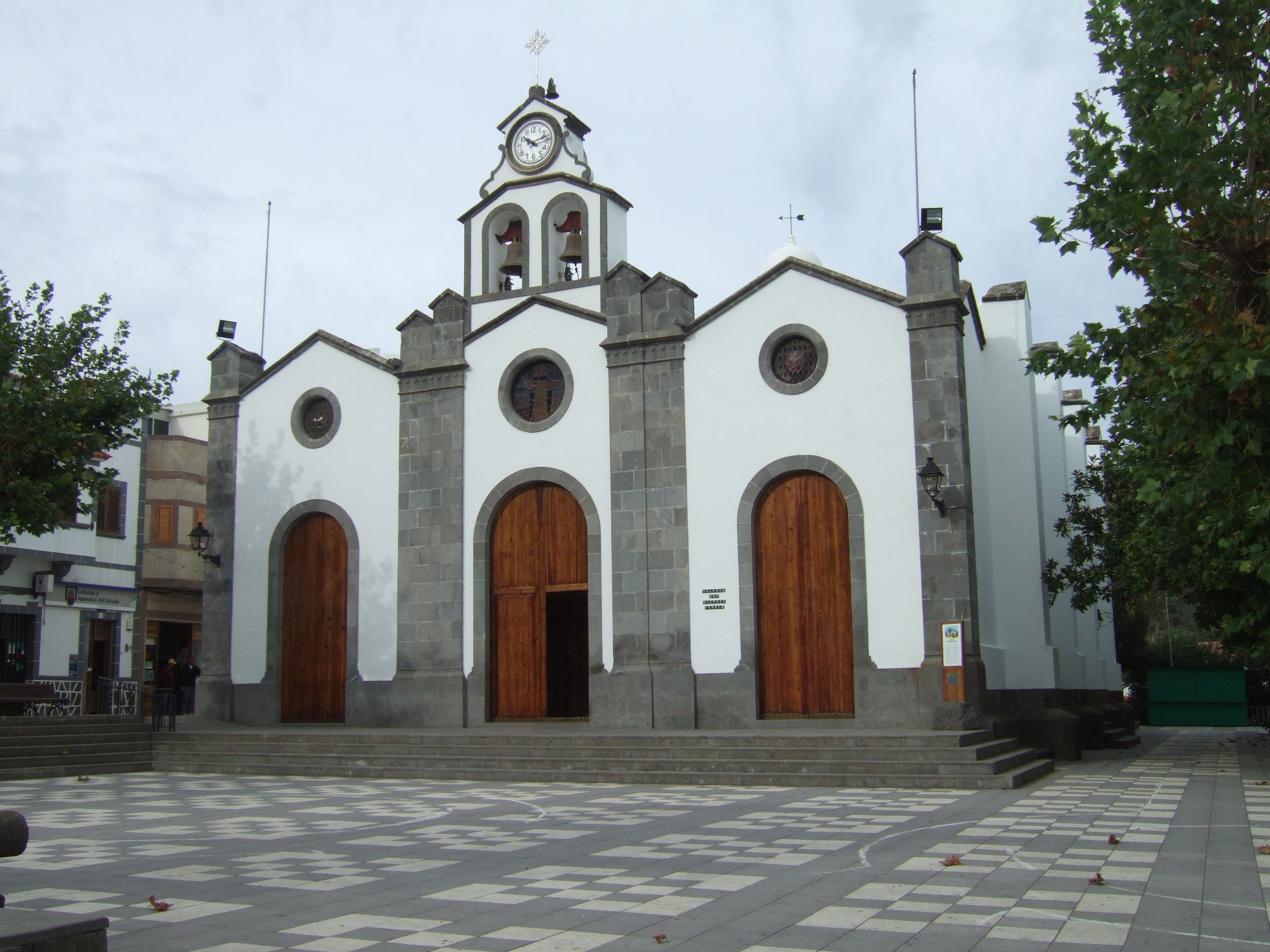
Kerk van Valleseco
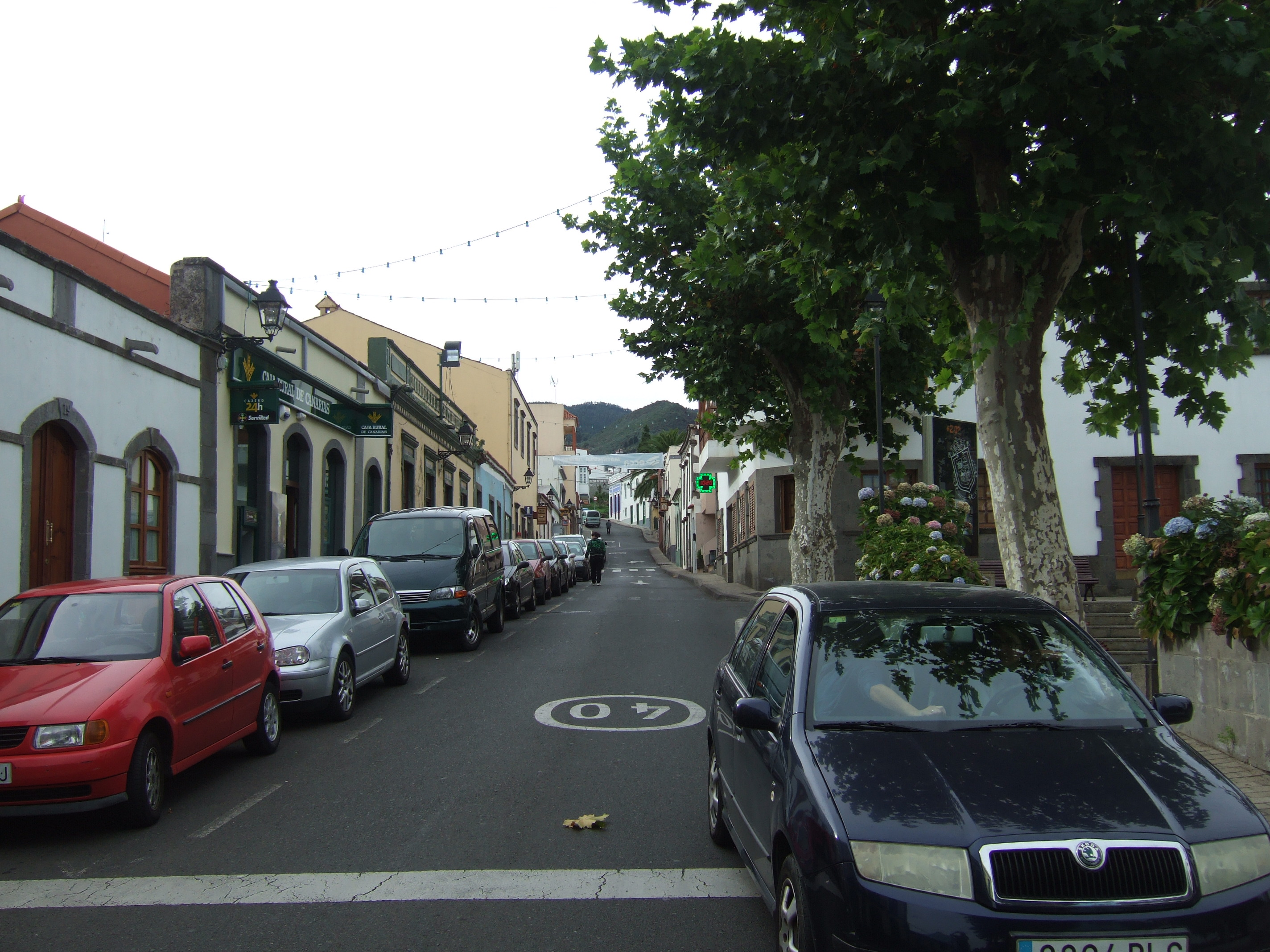
Straatbeeld Valleseco

Hoofdstad: Las Palmas de Gran Canaria

Gemeenten / gemeentelijke hoofdsteden: Agaete · Agüimes · Artenara · Arucas · Firgas · Gáldar · Ingenio · La Aldea de San Nicolás · Mogán · Moya · San Bartolomé de Tirajana · Santa Brígida · Santa Lucía de Tirajana · Santa María de Guía de Gran Canaria · Tejeda · Telde · Teror · Valleseco · Valsequillo de Gran Canaria · Vega de San Mateo

Overige plaatsen: Arguineguín · Fataga · Maspalomas · Playa del Inglés · Puerto de las Nieves · Puerto de Mogán · Puerto Rico · San Agustín